# Scholtzia laxiflora
Scholtzia laxiflora är en myrtenväxtart som beskrevs av George Bentham. Scholtzia laxiflora ingår i släktet Scholtzia och familjen myrtenväxter. Inga underarter finns listade i Catalogue of Life.